# Un Pokito de Rocanrol
Un Pokito de Rocanrol е третият албум на испанската певица Бебе. Издаден е на 6 февруари 2012 г.

## Списък на песните
1. ABC – 05:42
2. Adiós – 03:45
3. Me pintaré – 04:37
4. Sabrás – 04:41
5. Compra/Paga – 03:28
6. Mi guapo – 05:01
7. K.I.E.R.E.M.E. – 02:58
8. Der pelo – 02:51
9. Qué carajo – 03:20
10. Tilín – 03:10
11. Yo fumo – 03:24